# Kuppis
Kuppis (finska: Kupittaa) är en stadsdel i storområdet Centrum i Åbo. 2016 var Kuppis folkmängd endast 6, varav alla var finskspråkiga.
De första finländarna har påståtts blivit döpta 1155 vid Kuppis hälsobrunn av biskop Hendrik.
Kuppis malm användes som övningsplats för Åbo läns infanteriregemente.

## Bildgalleri

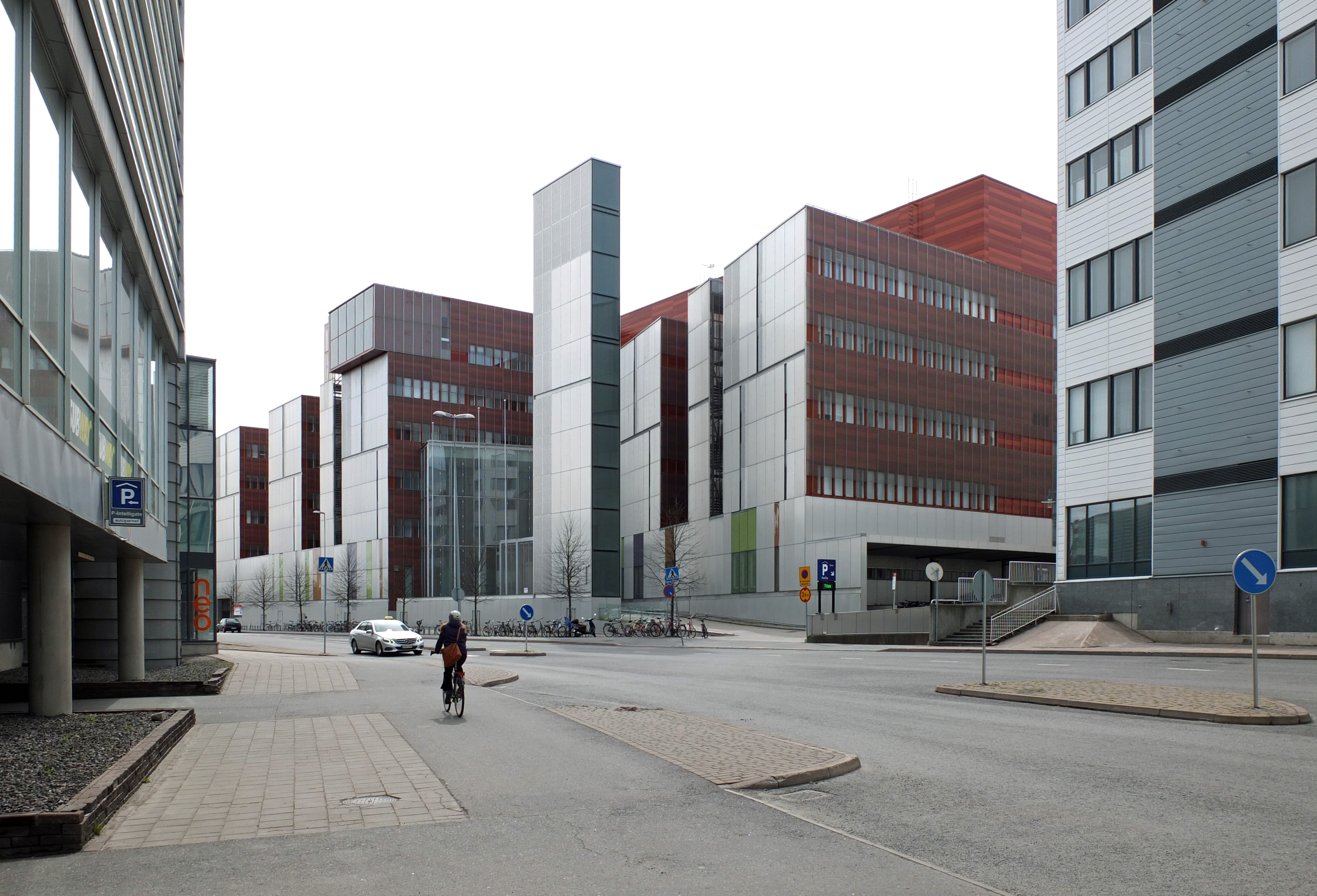
ICT-huset.
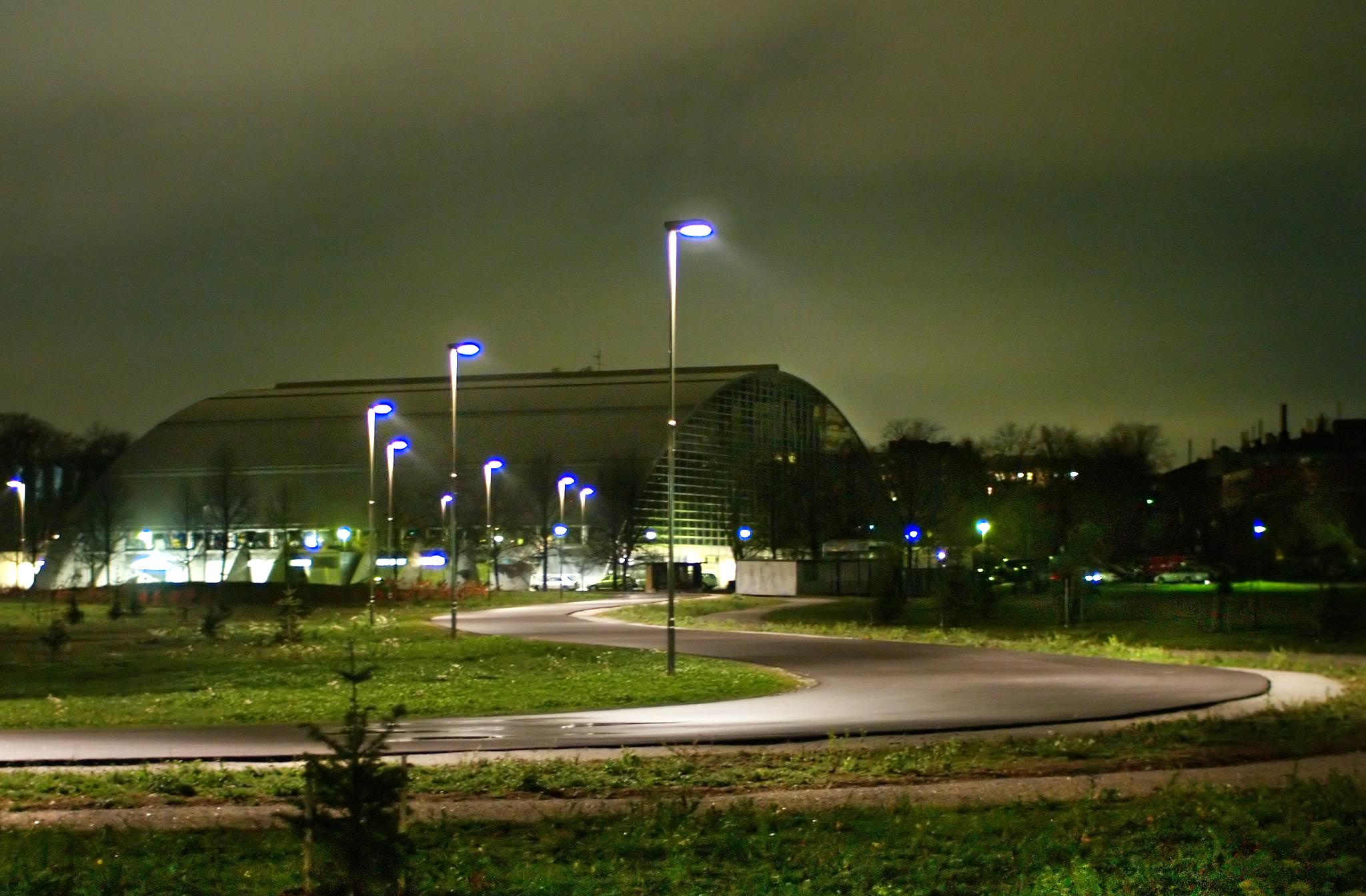
Idrottshallen i Kuppisparken.
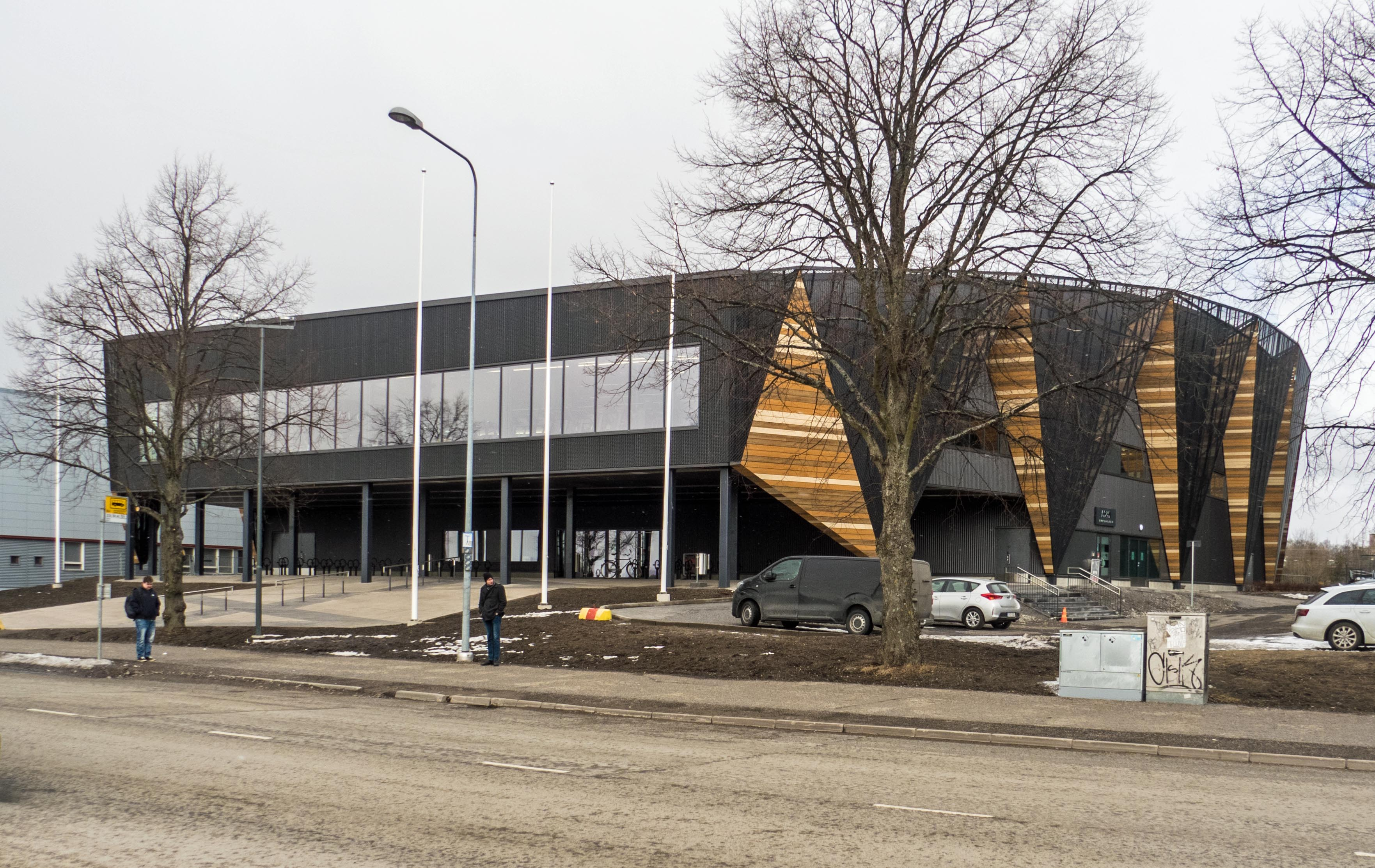
Kuppis bollhall.
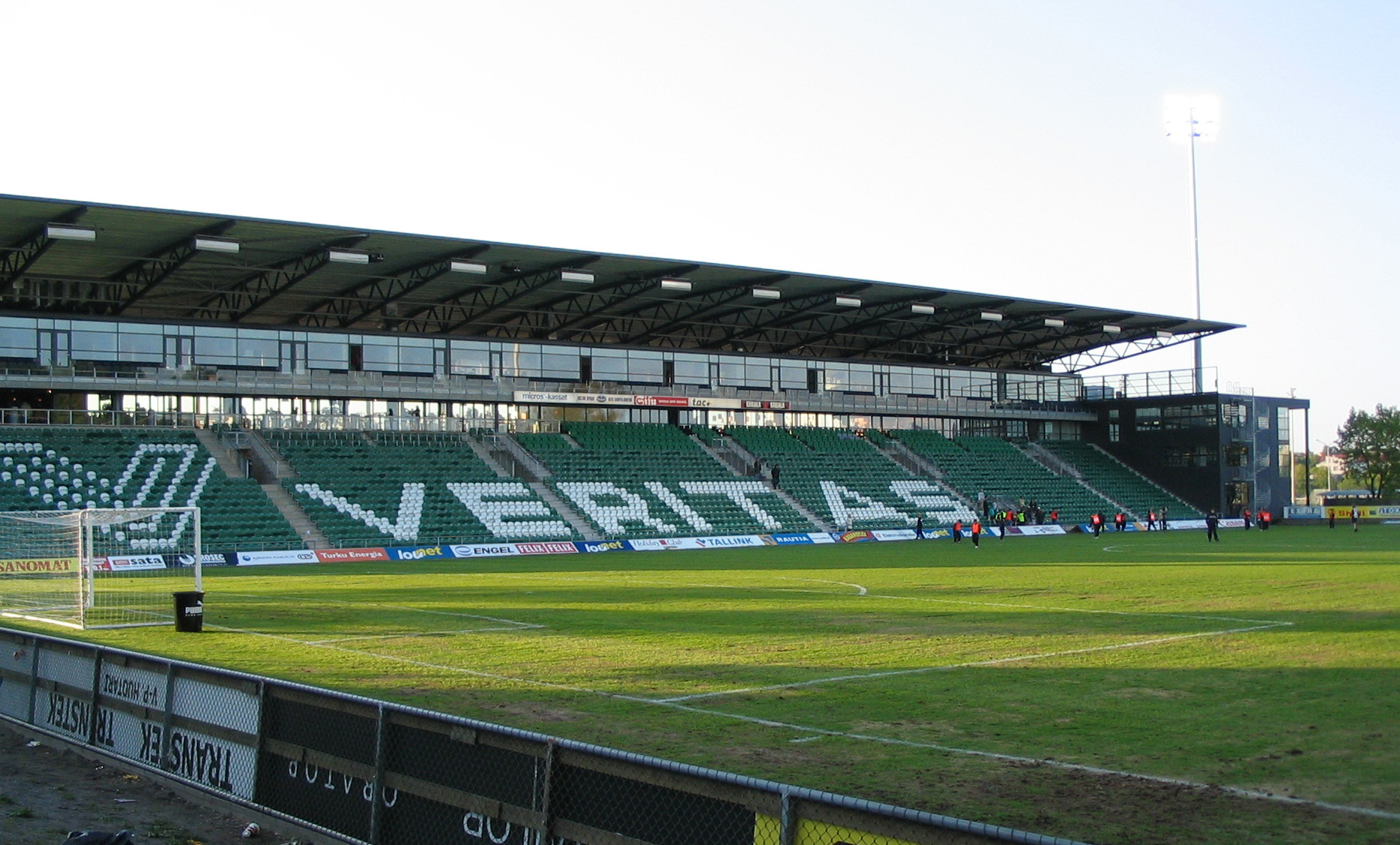
Veritas Stadion.